# Cratere Brashear (Marte)
Brashear è un cratere sulla superficie di Marte.
Il cratere è dedicato all'astronomo statunitense John Alfred Brashear.